# Гребля Ваді-Імті
Гребля Ваді-Імті (Wadi Imti) — інженерна споруда на півночі Оману.
У другій половині 20 століття зростання населення Оману та розширення поливного землеробства почало призводити до виснаження водоносних горизонтів, що на тлі пустельного клімату були головним джерелом прісної води в країні. Як наслідок, розробили програму їх поповнення шляхом спорудження численних гребель, які б утримували воду під час короткочасних дощів та забезпечували максимальне всотування води в алювіальні породи русла.
У 2015-му ввели в дію греблю такого призначення у сточищі Ваді-Імті, за сім кілометрів північніше від міста Ізка. Ця споруда висотою 23 метра (від підошви, висота над руслом — 17,5 метра) та довжиною 145 метрів виконана із ущільненого котком бетону. Гребля потребувала 38 тис. м3 такого бетону, загальний же обсяг бетонних робіт становив 60 тис. м3 (враховуючи 10 тис. м3 у підпірних стінках).
Більшу частину споруди займає водопереливна секція довжиною 100 метрів, при цьому за проєктом гребля має здатність пропускати під час повені 2700 м3/с (ймовірність такого потоку оцінюється у один раз на тисячу років).
Вище від греблі знаходиться водозбірний басейн площею 52 км2, при цьому споруда здатна затримати 0,65 млн м3 води.